# Certamen Horatianum
Il Certamen Horatianum è una manifestazione culturale che si tiene ogni anno nella sede del Liceo Classico Statale "Quinto Orazio Flacco" di Venosa, in provincia di Potenza. 

## Struttura
Si tratta di una gara (dal latino certamen) di traduzione dal latino e relativo commento in italiano di un componimento scelto tra le opere del celebre autore latino Orazio (nativo di questo comune, allora denominato Venusia).
Questo evento artistico, che si tiene annualmente nel mese di maggio, al 2019 è giunto alla trentaduesima edizione. Il Certamen Horatianum nacque nel 1986 come evento a carattere regionale ed ottenne un riconoscimento nazionale nel 1992, aprendosi anche alla partecipazione di scuole europee ad indirizzo classico.
La prova coinvolge gli studenti di penultimo anno di liceo classico provenienti da tutta Italia e Europa, in cui è prevista un'ampia sezione di socializzazione che coinvolge tutti i partecipanti, i quali per quattro giorni vivono assieme in alberghi della Basilicata, tra visite guidate alla città di Venosa e degustazione di prodotti tipici della zona.
Negli anni, l'evento ha ospitato personalità come Massimo Cacciari, Roberto Vecchioni, Dario Del Corno,  Ivano Dionigi, Paolo Fedeli e Luca Desiata.